# シニフィアンとシニフィエ
シニフィアン（仏: signifiant）とシニフィエ（仏: signifié）は、フェルディナン・ド・ソシュールによってはじめて定義された言語学の用語。また、それらの対のことを、シーニュ（仏: signe）と呼ぶ。

## 概要
シニフィアンは、フランス語で動詞 signifier の現在分詞形で、「指すもの」「意味するもの」「表すもの」という意味を持つ。
それに対して、シニフィエは、同じ動詞の過去分詞形で、「指されるもの」「意味されているもの」「表されているもの」という意味を持つ。
日本語では、シニフィアンを「記号表現」や「能記」、シニフィエを「記号内容」や「所記」などと訳すこともある。「能記」「所記」は岩波書店版『一般言語学講義』の小林英夫による訳業であり、以降広く用いられたが、現在では用いられることは少ない。
| 日本語                          | フランス語 | 英語      | 例                                               |
| シニフィアン （記号表現、能記） | signifiant | signifier | 「海」という文字や、「うみ」という音声           |
| シニフィエ （記号内容、所記）   | signifié   | signified | 海のイメージや、海という概念、ないしその意味内容 |

シニフィアンとは、語のもつ感覚的側面のことである。たとえば、海という言葉に関して言えば、「海」という文字や「うみ」という音声のことである。一方、シニフィエとは、このシニフィアンによって意味されたり表されたりする海のイメージや海という概念ないし意味内容のことである。そして、表裏一体となったシニフィアンとシニフィエの対が「シーニュ」（signe）すなわち「記号」である。

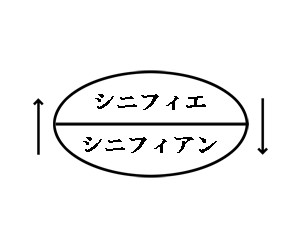
シーニュ
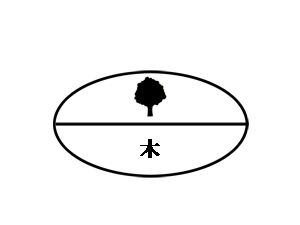
日本語の場合
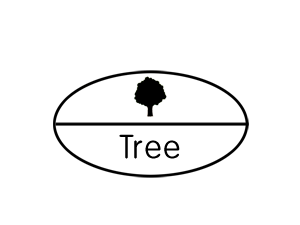
英語の場合

## 二つの関係
シニフィアンとシニフィエの関係（シニフィカシオン signification または記号表意作用）は、
- その関係に必然性はない。（記号の恣意性）
たとえば、「海」そのものを「海」と書き、「う・み」と発音する必然性はどこにもない。もしそうでなければ、あらゆる言語で海は「う・み」と発音されているはずである。
- 必然性がないにもかかわらず、それが了解される体系のなかでは、必然とされている。
日本語を解する人が「海」という字を見たり、「う・み」という音を聞いたりするとき、そこでイメージされるものの根底は基本的に同じである。また、「海」はどうして「う・み」というのか、という質問に答えることは非常に難しい。

ととらえることができる。

## シニフィエとレフェラン
ゴットロープ・フレーゲの指摘にもあるように、シニフィエにあたる「意味」ないし「概念」は「指示対象」とは必ずしも一致しない。この意味において、「指示対象」はレフェラン（référent）と呼ばれ、シニフィエとは区別される。